# Diplotaxis harra
Diplotaxis harra är en korsblommig växtart som först beskrevs av Peter Forsskål, och fick sitt nu gällande namn av Pierre Edmond Boissier. Diplotaxis harra ingår i släktet mursenaper, och familjen korsblommiga växter.

## Underarter
Arten delas in i följande underarter:
- D. h. crassifolia
- D. h. glauca
- D. h. harra
- D. h. hirta
- D. h. lagascana

## Bildgalleri

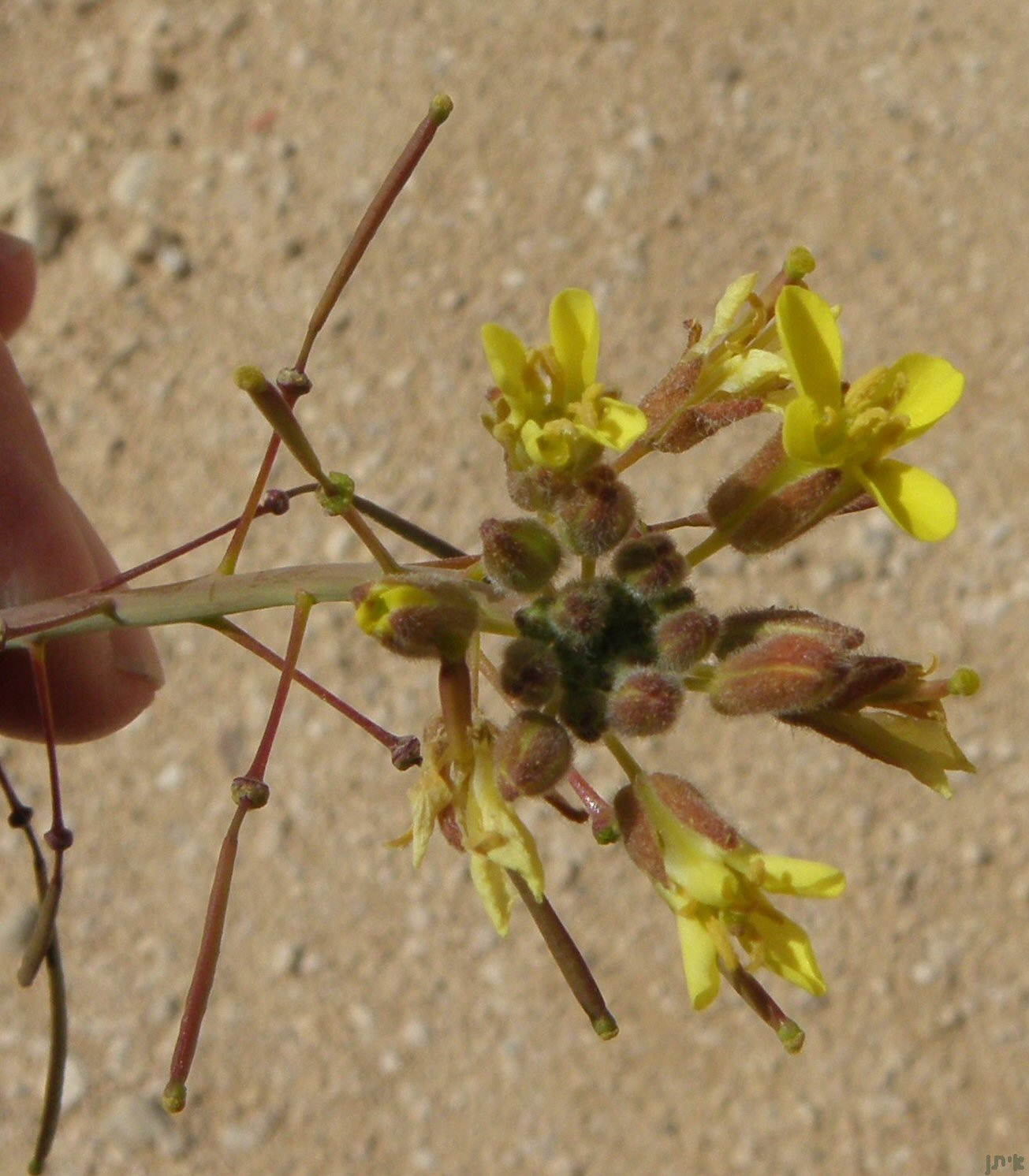
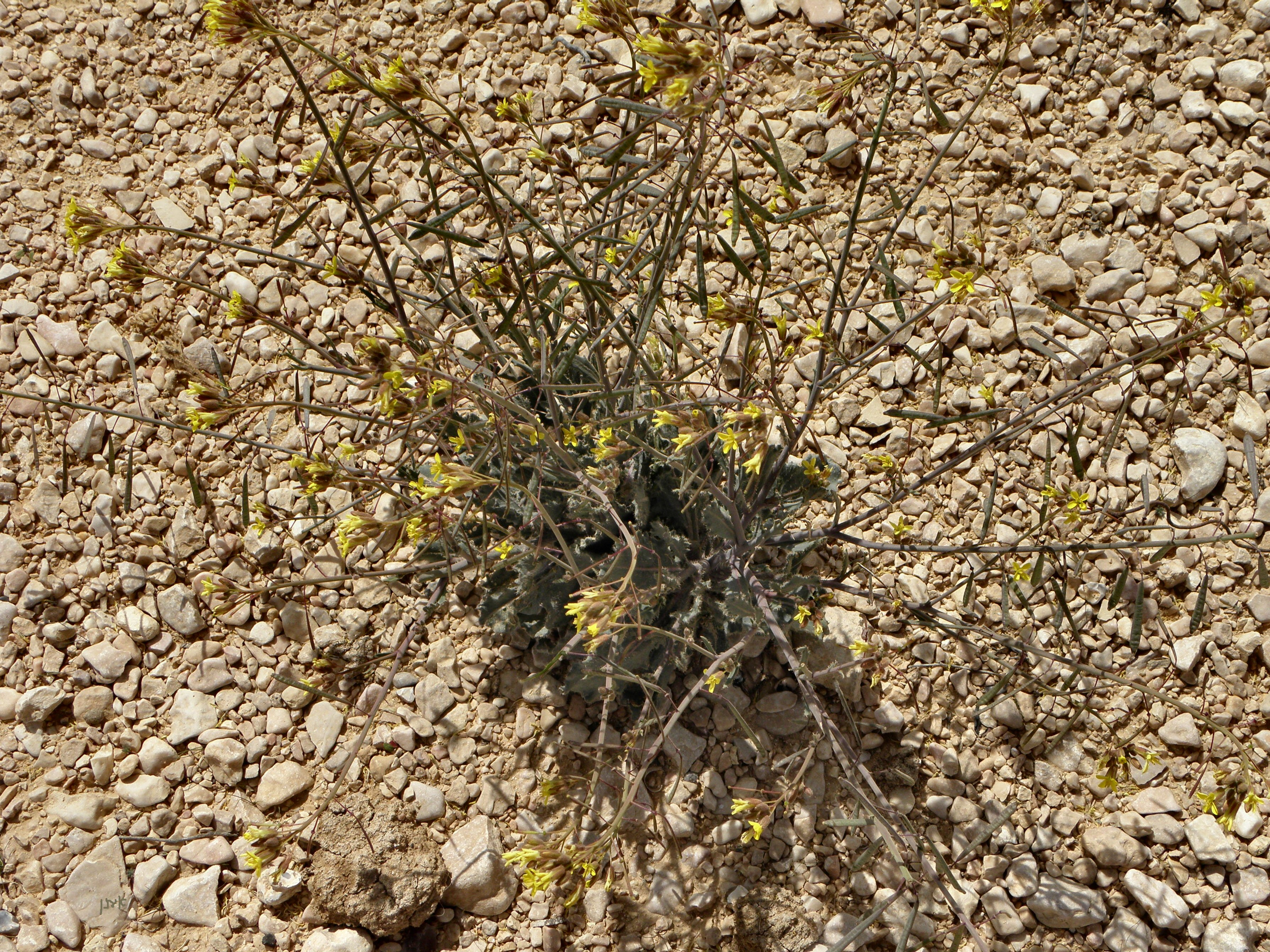